# Инал (князь)

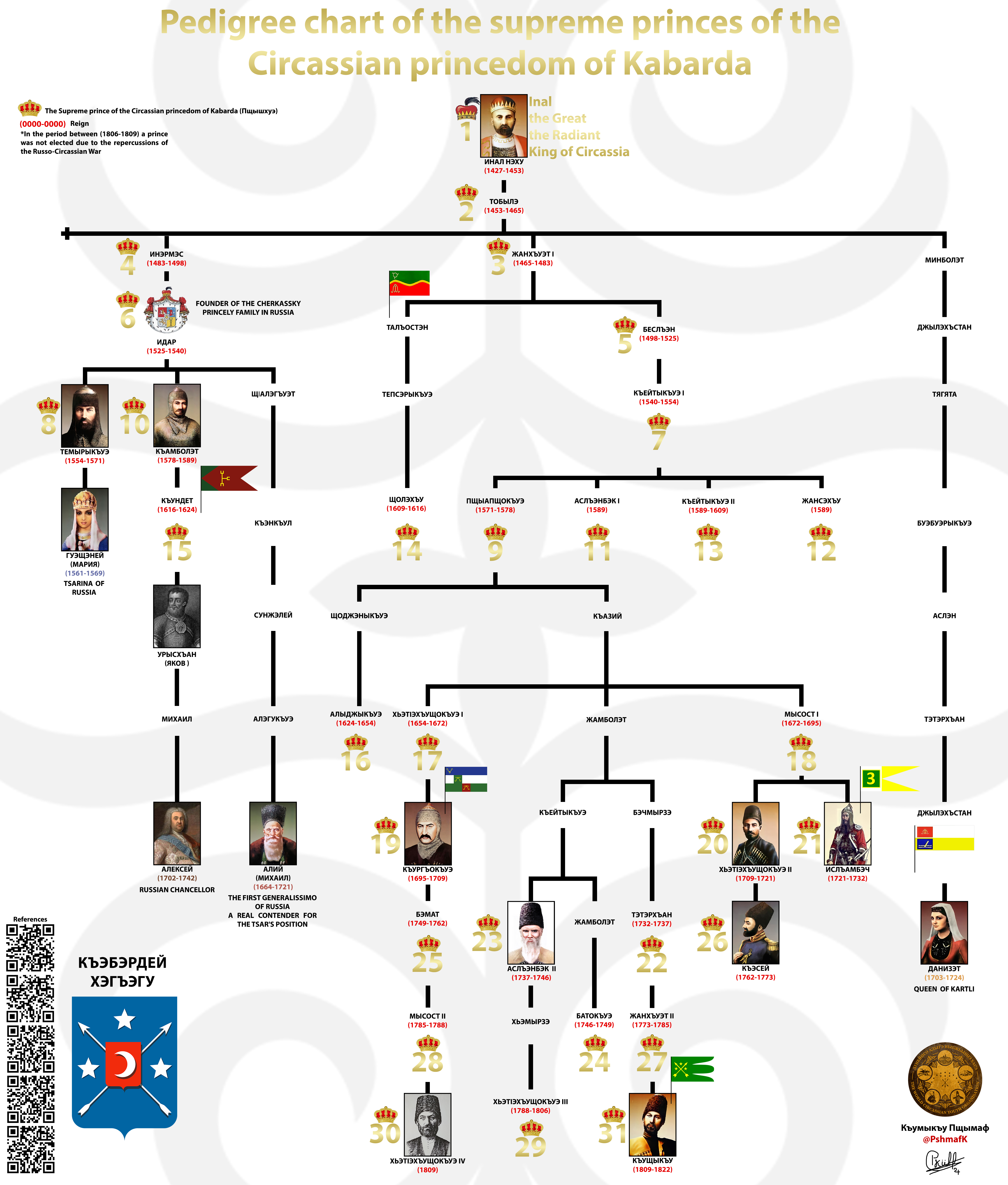
Princes Of East Circassia

Инал (кабард.-черк. Инал) — князь, родоначальник кабардинских, бесленеевских, темиргоевских, хатукаевских, жанеевских и части хегакских княжеских родов. 
Верховный князь Кабарды середины XVI века Темрюк (Кемиргоко) Идаров считался правнуком князя Инала. В родословной книге, использованной для написания «Истории адыгейского народа», сообщается о прадеде знаменитого князя Инала по имени Кес.

## Биография
А.В. Гадло относил время объединительных реформ Инала к 60—80-е годам VIII в., однако большинство историков связывают его деятельность с XV веком.
Наиболее вероятная версия, что Инал родился и вырос в районе Тамреги (Тамань) в которой проживало большое количество генуэзцев. Герб Иналидов имеет сходство с европейской геральдикой и согласно многим источникам главным символом правления Инала был золотой крест. Поэтому легенда о египетском происхождении Инала маловероятна. Согласно легенде, прибыл на Кавказ из Египта. Собственно, Шора Ногмов пишет, что из Египта прибыл его предок хан Ларун. 

По одной из версий, князь Инал — одно лицо с мамлюкским султаном Сирии и Египта Иналом (ал-Ашраф Сайф ад-дин Инал из адыгского рода Кармоко), который был черкесом по происхождению, командовал военно-морским флотом Египта и правил с 1453 по 1461 год. Известно, что в 1382 году черкесский командир гвардейцев Хаджи ибн Сакбан сверг правителя Египта и основал династию мамлюков Бурджи, которая пребывала у власти более ста лет. Возможно что данная легенда была известна ещё в 1404 году — когда Иоанн де Галонифонтибус в главе «Черкесия» в своей книге «Книга познания мира», записал несколько сумбурные путаные следующие слова :
«Султан Каира был обращен в рабство и увезен в Египет в наше время и когда случилась смерть другого султана, он сам стал султаном, и нынешний султан является его сыном. Я видел их обоих, и самого сына, и родителей, которым он наследовал».
Князь Инал провёл реформу внутреннего управления Черкесией, ввёл институт 40 судей и другими своими действиями способствовал консолидации адыгов.

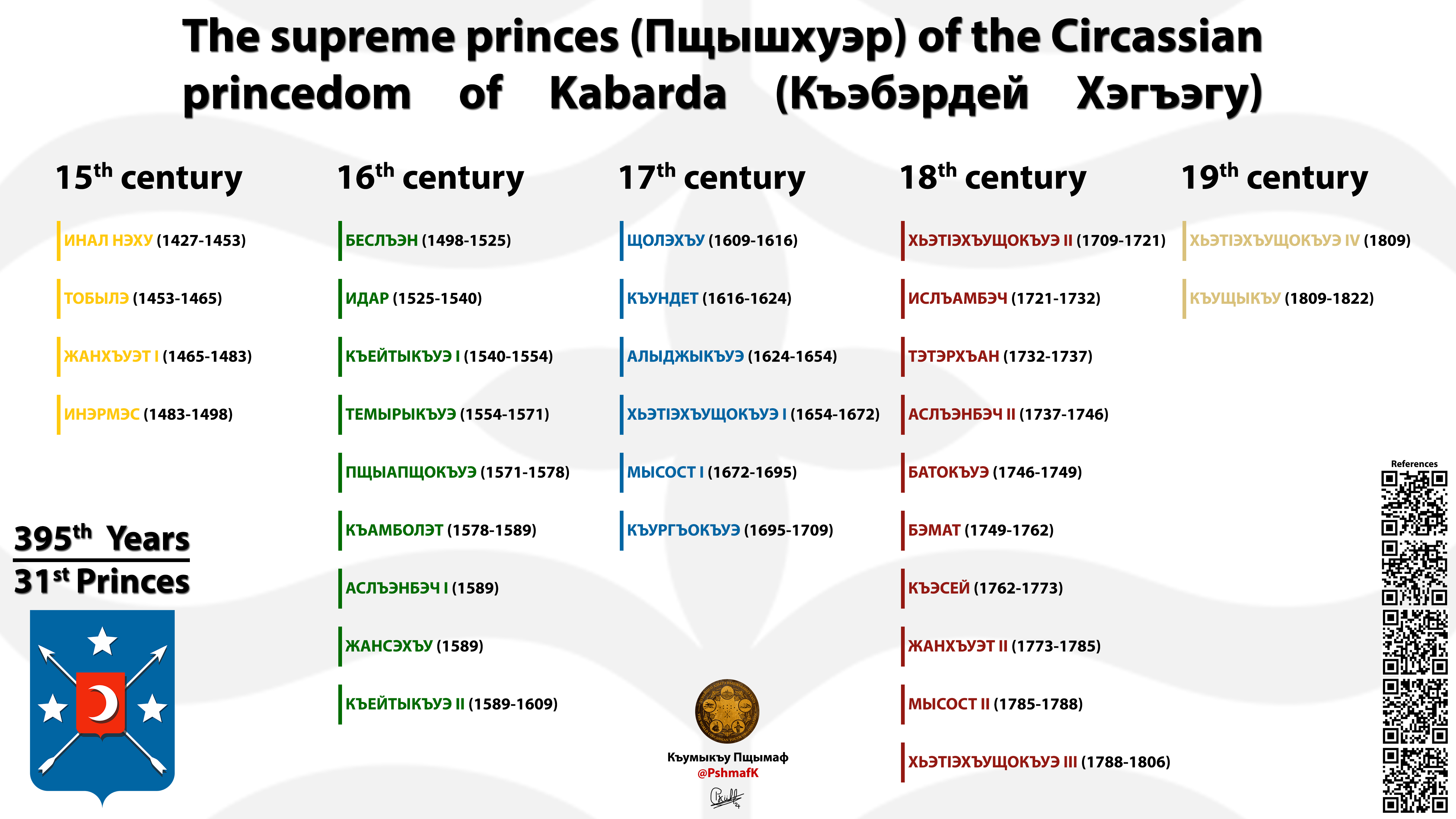
Князья Кабарды

Адыго-абхазская топонимика сохранила названия, связанные с князем. Местом его резиденции называется район к югу от Кизилташского лимана на Тамани. Место погребения — Инал-куба (абх. Инал-ҟуба, абаз. Инал-къуба), в абхазском обществе Псху в верховьях реки Бзыбь. На Черноморском побережье Кавказа, где проживают адыги из племени шапсугов (Туапсинский район Краснодарского края) существует бухта Инал.

## Интересные факты
От Инала производил себя известный осетинский поэт и общественный деятель К.Л. Хетагуров.